# كاوري كاوامورا
كاوري كاوامورا (باليابانية: 川村カオリ؛ بالكانا: かわむら カオリ) هي مغنية يابانية، ولدت في 23 يناير 1971 في موسكو في روسيا، وتوفيت في 28 يوليو 2009 في طوكيو (اليابان) في اليابان بسبب سرطان الثدي.

## وصلات خارجية
- الموقع الرسمي
- كاوري كاوامورا على موقع IMDb (الإنجليزية)
- كاوري كاوامورا على موقع ميوزك برينز (الإنجليزية)
- كاوري كاوامورا على موقع أول موفي (الإنجليزية)
- كاوري كاوامورا على موقع أول ميوزيك (الإنجليزية)
- كاوري كاوامورا على موقع ديسكوغز (الإنجليزية)
- كاوري كاوامورا على موقع قاعدة بيانات الفيلم (الإنجليزية)